# Sommer-Paralympics 2024/Teilnehmer (Fidschi)
| stlisierte Goldmedaille | stlisierte Silbermedaille | stlisierte Bronzemedaille |
| ----------------------- | ------------------------- | ------------------------- |
| —                       | —                         | —                         |

Fidschi entsandte für die Paralympischen Spiele 2024 in Paris drei Athleten.

## Teilnehmer

### Leichtathletik
| Athleten           | Klassifizierung | Wettbewerb  | Vorlauf/Vorkampf | Vorlauf/Vorkampf | Halbfinale | Halbfinale | Finale     | Finale | Rang |
| Athleten           | Klassifizierung | Wettbewerb  | Zeit/Weite       | Rang             | Zeit/Weite | Rang       | Zeit/Weite | Rang   | Rang |
| ------------------ | --------------- | ----------- | ---------------- | ---------------- | ---------- | ---------- | ---------- | ------ | ---- |
| Frauen             |                 |             |                  |                  |            |            |            |        |      |
| Selina Seau        | F64             | Kugelstoßen |                  |                  |            |            |            |        |      |
| Naibili Vatunisolo | F42             | Kugelstoßen |                  |                  |            |            |            |        |      |

### Taekwondo
| Athlet    | Wettbewerb    | Rang |
| --------- | ------------- | ---- |
| Frauen    |               |      |
| Irene Mar | K44 bis 57 kg | 7    |